# Hakuna matata
För sången, se Hakuna matata (sång).
Hakuna matata är swahili. Det betyder ungefär "Det finns inga bekymmer" men det finns ingen exakt motsvarighet på svenska.
Uttrycket förekommer som titel i en sång ur disneyfilmen Lejonkungen, se Hakuna matata (sång).
Begreppet förekommer även i den tecknade serien Bamse. De första ord som Bamses yngsta barn Brumma lärde sig var just "Hakuna matata". Endast Skalman visste vad det betydde.
"Hakuna matata" kan jämföras med lugnande replikfraser i andra språk. Exempel på fraser med samma eller snarlik betydelse inkluderar svenska "Det är lugnt", engelska "No problem" och serbokroatiska "Nema problema".